# Antiveduto Grammatica

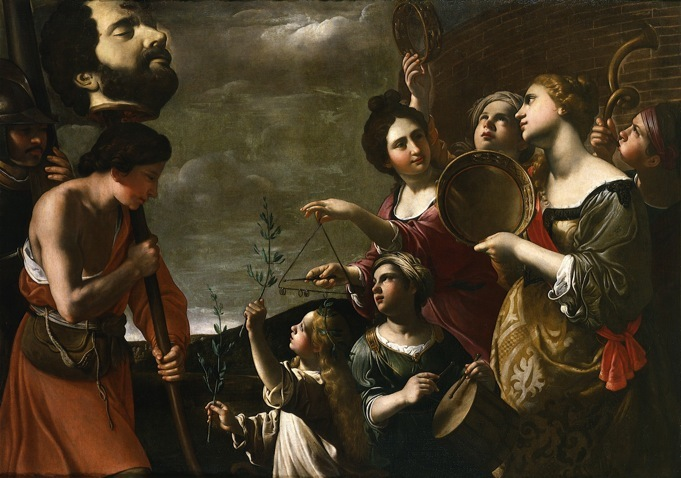
David torna triomfant amb el cap de Goliat, c. 1610

Antiveduto Grammatica (desembre de 1569 - abril de 1626) va ser un pintor italià protobarroc, actiu prop de Roma.
Grammatica va néixer a Roma, on va ser batejat el desembre de 1569. Segons Giovanni Baglione, l'artista va rebre el nom d'Antiveveduto ("previst") perquè el seu pare tenia la premonició que aviat naixeria durant un viatge entre la seva Siena natal i Roma. Va ser a Roma on Antiveduto es va criar i va basar la seva carrera. El seu aprenentatge amb l'artista perugià Giovanni Domenico Angelini (Giandomenico Perugino) el va introduir en el treball a petita escala, principalment sobre coure. Es va guanyar el sobrenom de "gran Capocciante" perquè es va especialitzar en pintar caps d'homes famosos. Una dècada més tard, el 1591, Antiveduto es va constituir com a artista independent.
L'encàrrec públic més antic de Grammatica, una configuració antiga que representava Crist Salvador amb Sant Estanislau de Cracòvia, Sant Adalbert de Praga i Sant Jacint Odrowaz, va ser pintada per a l'altar major de Sant Estanislau dei Polacchi . Caracteritzat per Giulio Mancini com el més zelós en la seva professió, Antiveduto va començar la seva associació amb l'Accademia di San Luca el 1593. Es va familiaritzar molt amb els dos protectors de l'Acadèmia, els cardenals Federico Borromeo i Francesco Maria del Monte, i va estar molt lligat a aquest últim; tant que el 1624 va ser elegit com a "principi" al càrrec més alt de l'associació. Poc després, però, es va veure embolicat en un escàndol. Les maquinacions de l'enemic de Grammatica, Tommaso Salini, sobre l'intent de vendre el retaule de l'Acadèmia, que es pensava de Rafael, van provocar una retirada humiliant, quan el cardenal Del Monte va intervenir per restablir la constitució de la institució. La seva fortuna estava en certa manera lligada amb el mateix cardenal, molt mal vist pels Barberini, i la seva mort va precedir la de Del Monte per quatre mesos, l'abril de 1626.
Les seves obres s'exposen en nombroses col·leccions públiques, com ara el Museu Estatal de l'Ermitage - Sant Petersburg, el Museo Nacional del Prado - Madrid, el Kunsthistorisches Museum de Viena, el Muzeul Naţional Brukenthal - Sibiu/Hermannstadt, Romania, la Kelvingrove Art Gallery and Museum – Glasgow, i la Maison D'Art Gallery, Mònaco.